# Cattedrale di Santa Maria (Newcastle upon Tyne)
La cattedrale di Santa Maria (in inglese: St Mary's Cathedral o Cathedral Church of St Mary) è una cattedrale cattolica situata a Newcastle upon Tyne, Inghilterra, nel Regno Unito. È la sede episcopale della diocesi di Hexham e Newcastle. La cattedrale, situata in Clayton Street, è stata progettata da Augustus Welby Northmore Pugin e costruita tra il 1842 e il 1844. La cattedrale è un edificio classificato di I grado e un bell'esempio dello stile neogotico sostenuto da Pugin.
C'è un monumento dedicato al cardinale Basil Hume nel giardino monumentale esterno della cattedrale, inaugurato dalla regina Elisabetta II nel 2002. La cattedrale di Santa Maria è la quinta struttura più alta della città.
Con decreto di Papa Pio IX il 29 settembre 1850, la gerarchia cattolica fu riportata a un modello regolare in Inghilterra e Galles. Il vescovo William Hogarth fu nominato primo vescovo della nuova diocesi e come tale necessitava di una chiesa in cui collocare il suo seggio o sedia. Santa Maria fu scelta per questo scopo e ottenne così lo status di chiesa cattedrale nel 1850, diventando la prima cattedrale di Newcastle, poiché la cattedrale anglicana di San Nicola non divenne cattedrale fino al 1882.